# Canoagem nos Jogos Olímpicos de Verão de 2024 - C-2 500 m feminino
A competição do C-2 500 m feminino da canoagem de velocidade nos Jogos Olímpicos de Verão de 2024 foi realizada no Estádio Náutico de Vaires-sur-Marne, na Ilha de França, em 6 e 9 de agosto de 2024. Um total de 26 canoístas de 13 Comitês Olímpicos Nacionais (CON) participaram do evento.

## Qualificação
Cada CON poderia qualificar apenas um barco no C-2 500 metros feminino. Um total de 13 vagas estavam disponíveis, alocadas através do Campeonato Mundial de Canoagem de Velocidade de 2023, torneios continentais (uma cada para Ásia, África, Europa, Américas e Oceania), além de vagas por realocação, universalidade ou convite.
As vagas de qualificação foram concedidas ao CON, não necessariamente as canoístas que obtiveram as vagas.

## Formato
A canoagem de velocidade utiliza um formato de quatro fases para eventos com pelo menos 11 barcos, com eliminatórias, quartas de final, semifinais e finais. Os detalhes para cada fase dependem de quantos barcos estejam inscritos para a competição.
O percurso é um trajeto de águas tranquilas com 9 metros de largura. O nome do evento descreve o formato particular da canoagem de velocidade. O formato "C" significa uma canoa, na qual a canoísta fica ajoelhada e utiliza um único remo para remar e dirigir (em oposição ao caiaque, em que a canoísta fica sentada, utiliza dois remos e tem um leme operado pelo pé). O "2" é o número de canoístas em cada barco. Os "500 metros" são a distância da prova.

## Calendário
Horário local (UTC+2)
| Dia         | Horário | Fase             |
| ----------- | ------- | ---------------- |
| 6 de agosto | 11:00   | Eliminatórias    |
| 6 de agosto | 13:20   | Quartas de final |
| 9 de agosto | 10:30   | Semifinais       |
| 9 de agosto | 12:40   | Finais           |

## Medalhistas
| Ouro   | CHN Xu Shixiao e Sun Mengya              |
| Prata  | UKR Liudmyla Luzan e Anastasiia Rybachok |
| Bronze | CAN Sloan MacKenzie e Katie Vincent      |

## Resultados

### Eliminatórias
Os dois primeiros barcos em cada bateria avançam diretamente para as semifinais e os restantes para as quartas de final.
Bateria 1
| Pos. | Raia | Canoístas                           | CON          | Tempo   | Notas |
| ---- | ---- | ----------------------------------- | ------------ | ------- | ----- |
| 1    | 5    | Xu Shixiao Sun Mengya               | CHN China    | 1:54.45 | SF    |
| 2    | 3    | Liudmyla Luzan Anastasiia Rybachok  | UKR Ucrânia  | 1:55.88 | SF    |
| 3    | 4    | Sylwia Szczerbińska Dorota Borowska | POL Polônia  | 1:58.42 | QF    |
| 4    | 7    | María Mailliard Paula Gómez         | CHI Chile    | 2:00.28 | QF    |
| 5    | 6    | Lisa Jahn Hedi Kliemke              | GER Alemanha | 2:01.15 | QF    |
| 6    | 8    | Axelle Renard Eugénie Dorange       | FRA França   | 2:01.68 | QF    |
| 7    | 2    | Yarisleidis Cirilo Yinnoly López    | CUB Cuba     | 2:03.54 | QF    |

Bateria 2
| Pos. | Raia | Canoístas                            | CON             | Tempo   | Notas  |
| ---- | ---- | ------------------------------------ | --------------- | ------- | ------ |
| 1    | 6    | Sloan MacKenzie Katie Vincent        | CAN Canadá      | 1:54.16 | OB, SF |
| 2    | 4    | Antía Jácome María Corbera           | ESP Espanha     | 1:55.63 | SF     |
| 3    | 5    | Agnes Kiss Bianka Nagy               | HUN Hungria     | 1:56.82 | QF     |
| 4    | 3    | Daniela Cociu Maria Olărașu          | MDA Moldávia    | 1:58.81 | QF     |
| 5    | 2    | Mariya Brovkova Rufina Iskakova      | KAZ Cazaquistão | 2:00.05 | QF     |
| 6    | 7    | Ayomide Emmanuel Bello Beauty Otuedo | NGR Nigéria     | 2:10.11 | QF     |

### Quartas de final
Os três primeiros barcos em cada bateria avançam para as semifinais; os restantes avançam para a Final B (fora da chance por medalhas).
Quartas de final 1
| Pos. | Raia | Canoístas                            | CON          | Tempo   | Notas |
| ---- | ---- | ------------------------------------ | ------------ | ------- | ----- |
| 1    | 5    | Sylwia Szczerbińska Dorota Borowska  | POL Polônia  | 1:55.39 | SF    |
| 2    | 4    | Daniela Cociu Maria Olărașu          | MDA Moldávia | 1:56.22 | SF    |
| 3    | 2    | Yarisleidis Cirilo Yinnoly López     | CUB Cuba     | 1:56.38 | SF    |
| 4    | 3    | Lisa Jahn Hedi Kliemke               | GER Alemanha | 1:56.56 | FB    |
| 5    | 6    | Ayomide Emmanuel Bello Beauty Otuedo | NGR Nigéria  | 2:07.86 | FB    |

Quartas de final 2
| Pos. | Raia | Canoístas                       | CON             | Tempo   | Notas |
| ---- | ---- | ------------------------------- | --------------- | ------- | ----- |
| 1    | 5    | Agnes Kiss Bianka Nagy          | HUN Hungria     | 1:59.89 | SF    |
| 2    | 4    | María Mailliard Paula Gómez     | CHI Chile       | 2:00.82 | SF    |
| 3    | 6    | Axelle Renard Eugénie Dorange   | FRA França      | 2:00.91 | SF    |
| 4    | 3    | Mariya Brovkova Rufina Iskakova | KAZ Cazaquistão | 2:01.76 | FB    |

### Semifinais
Os quatro primeiros barcos em cada bateria avançam para a Final A; os restantes avançam para a Final B (fora da chance por medalhas).
Semifinal 1
| Pos. | Raia | Canoístas                           | CON         | Tempo   | Notas  |
| ---- | ---- | ----------------------------------- | ----------- | ------- | ------ |
| 1    | 5    | Xu Shixiao Sun Mengya               | CHN China   | 1:53.73 | OB, FA |
| 2    | 4    | Antía Jácome María Corbera          | ESP Espanha | 1:56.55 | FA     |
| 3    | 6    | Yarisleidis Cirilo Yinnoly López    | CUB Cuba    | 1:57.03 | FA     |
| 4    | 3    | Sylwia Szczerbińska Dorota Borowska | POL Polônia | 1:57.19 | FA     |
| 5    | 2    | María Mailliard Paula Gómez         | CHI Chile   | 1:58.10 | FB     |

Semifinal 2
| Pos. | Raia | Canoístas                          | CON          | Tempo   | Notas |
| ---- | ---- | ---------------------------------- | ------------ | ------- | ----- |
| 1    | 5    | Sloan MacKenzie Katie Vincent      | CAN Canadá   | 1:55.34 | FA    |
| 2    | 6    | Agnes Kiss Bianka Nagy             | HUN Hungria  | 1:55.51 | FA    |
| 3    | 4    | Liudmyla Luzan Anastasiia Rybachok | UKR Ucrânia  | 1:55.62 | FA    |
| 4    | 3    | Daniela Cociu Maria Olărașu        | MDA Moldávia | 1:56.66 | FA    |
| 5    | 2    | Axelle Renard Eugénie Dorange      | FRA França   | 1:57.14 | FB    |

### Finais
Na Final A são decididas as medalhistas.
Final B
| Pos. | Raia | Canoístas                            | CON             | Tempo   | Notas |
| ---- | ---- | ------------------------------------ | --------------- | ------- | ----- |
| 9    | 6    | Lisa Jahn Hedi Kliemke               | GER Alemanha    | 1:56.48 |       |
| 10   | 4    | Axelle Renard Eugénie Dorange        | FRA França      | 1:57.02 |       |
| 11   | 3    | Mariya Brovkova Rufina Iskakova      | KAZ Cazaquistão | 1:57.58 |       |
| 12   | 5    | María Mailliard Paula Gómez          | CHI Chile       | 2:05.02 |       |
| 13   | 2    | Ayomide Emmanuel Bello Beauty Otuedo | NGR Nigéria     | 2:15.20 |       |

Final A
| Pos.              | Raia | Canoístas                           | CON          | Tempo   | Notas |
| ----------------- | ---- | ----------------------------------- | ------------ | ------- | ----- |
| Medalha de ouro   | 5    | Xu Shixiao Sun Mengya               | CHN China    | 1:52.81 | OB    |
| Medalha de prata  | 2    | Liudmyla Luzan Anastasiia Rybachok  | UKR Ucrânia  | 1:54.30 |       |
| Medalha de bronze | 4    | Sloan MacKenzie Katie Vincent       | CAN Canadá   | 1:54.36 |       |
| 4                 | 6    | Agnes Kiss Bianka Nagy              | HUN Hungria  | 1:54.90 |       |
| 5                 | 1    | Sylwia Szczerbińska Dorota Borowska | POL Polônia  | 1:55.75 |       |
| 6                 | 3    | Antía Jácome María Corbera          | ESP Espanha  | 1:56.65 |       |
| 7                 | 8    | Daniela Cociu Maria Olărașu         | MDA Moldávia | 1:56.96 |       |
| 8                 | 7    | Yarisleidis Cirilo Yinnoly López    | CUB Cuba     | 2:01.77 |       |